# 金昌壽
金 昌壽（キム・チャンス、朝鮮語: 김창수、1940年1月1日 - ）は、朝鮮民主主義人民共和国の政治家。朝鮮労働党中央検査委員会委員長、中央統計局長などを歴任。

## 経歴
1940年に生まれた。出生地は不明。1990年に中央統計局処長に就任し、1996年に中央統計局局長に就任した。1998年に最高人民会議第10期代議員に選出され、2009年の第12期まで選出された。2003年に金日成勲章を受賞した。2008年に実施した人口調査で、1993年に実施された調査よりも、細かい項目も調査できたことに対して「全体的に成功的な人口調査だった」と言及した。2010年9月に開催された朝鮮労働党第3回党代表者会で、朝鮮労働党中央委員会中央検査委員会の委員・委員長に選出された。2014年に実施された最高人民会議第13期代議員選挙で選出されず、統計局局長を退任した。

## 参考サイト
북한정보포털
| 先代 | 朝鮮労働党中央検査委員会委員長2010年 - 2014年 | 次代李承鎬 |

| 先代申京植 | 中央統計局局長1996年 - 2014年 | 次代李承鎬 |